# Гирнічет
Гирнічет (рум. Gârnicet) — село у повіті Вилча в Румунії. Входить до складу комуни Фиртецешть.
Село розташоване на відстані 170 км на захід від Бухареста, 43 км на південний захід від Римніку-Вилчі, 56 км на північ від Крайови.

## Населення
За даними перепису населення 2002 року у селі проживали 55 осіб, усі — румуни. Усі жителі села рідною мовою назвали румунську.